# Pomphopygus pinguis
Pomphopygus pinguis är en kräftdjursart som beskrevs av Rolf Dieter Illg 1958. Pomphopygus pinguis ingår i släktet Pomphopygus och familjen Notodelphyidae. Inga underarter finns listade i Catalogue of Life.